# Protaras
Protaras (en griego: Πρωταράς; en turco: Protaras) es un importante centro turístico que está bajo la jurisdicción administrativa del municipio de Paralimni en Chipre. 

## Historia
En la antigüedad, donde ahora se encuentra Protaras, se alzaba la antigua ciudad-estado de Leukolla. La ciudad poseía un pequeño puerto donde el ateniense Demetrio Poliorcetes buscó refugio en el año 306 a.E., acechando al hijo de Ptolomeo, uno de los sucesores de Alejandro Magno. En la batalla, Ptolomeo II fue derrotado y huyó a Egipto, dejando a Chipre en las manos de Demetrio por un corto periodo de tiempo. Protaras también se le conoce como "la tierra de los molinos de viento", logrando mantener la calidad nostálgica del pasado.

## Turismo

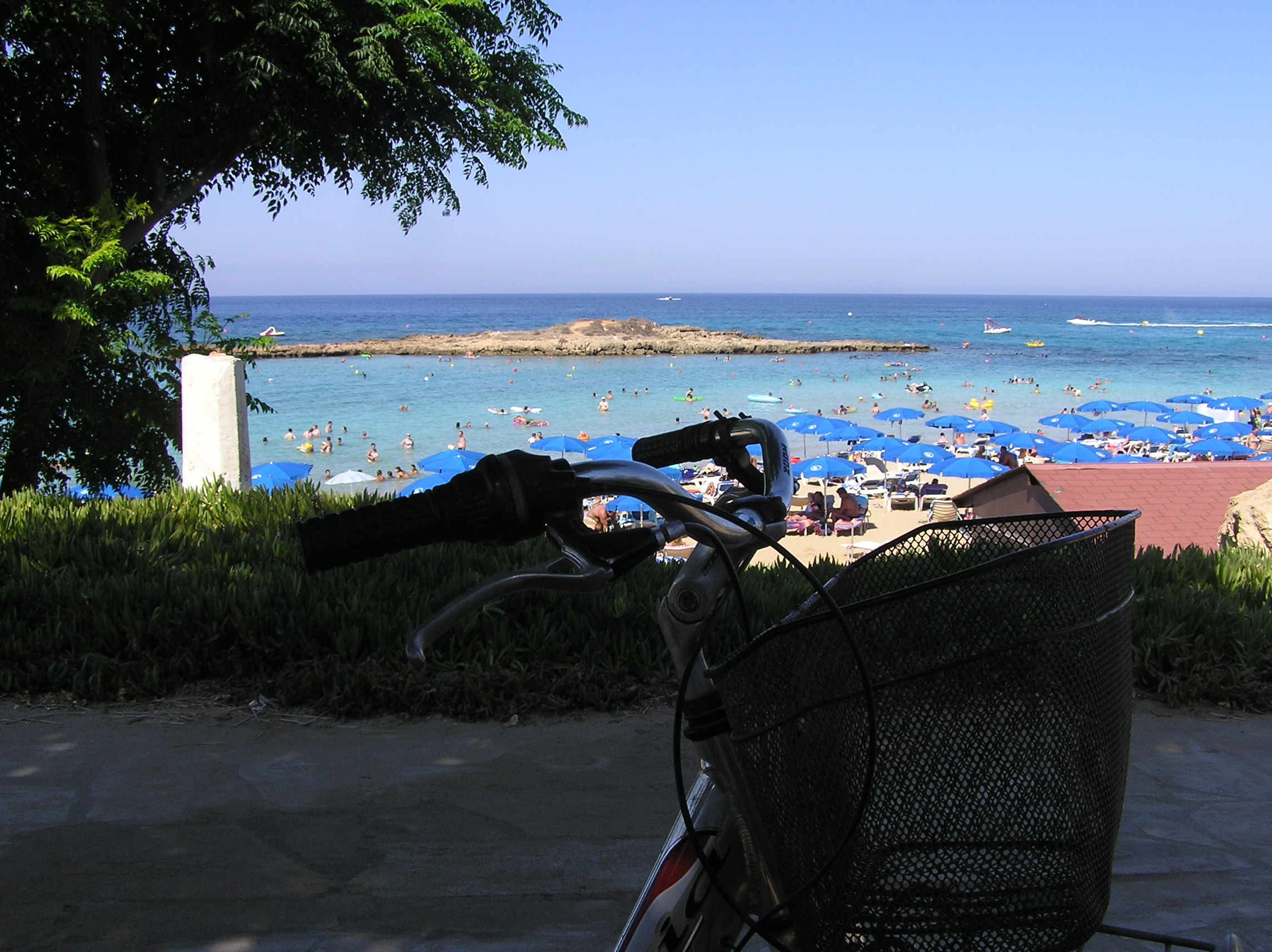
Bahía de la Higuera

Tiene aguas cristalinas de color azul cielo y playas de arena, la más conocida de las cuales es la de la Bahía de la Higuera. Basándose en el éxito de Ayia Napa, situada a unos 10 km al suroeste, se ha convertido en un moderno centro turístico de considerable tamaño con decenas de hoteles de alta capacidad, apartamentos, villas, restaurantes, pubs y recursos asociados. Con un crecimiento constante durante las últimas tres décadas se ha convertido en un recurso alternativo a la ciudad de Varosha, abandonada desde la invasión turca en 1974. Al ser más tranquila que Ayia Napa y tener menos fama de fiestas nocturnas, tiene una reputación vacacional más enfocada a familias y el turismo chipriota. Cabo Greco se encuentra a 10 minutos en coche y es considerado uno de los lugares más hermosos de la isla. Además de la playa, la ciudad en sí tiene mucho que ofrecer. Con una gran variedad de tiendas, casas pintorescas y una relajante ruta peatonal junto al mar que se extiende a lo largo de 15 km, se puede disfrutar de unos agradables paseos por la zona.

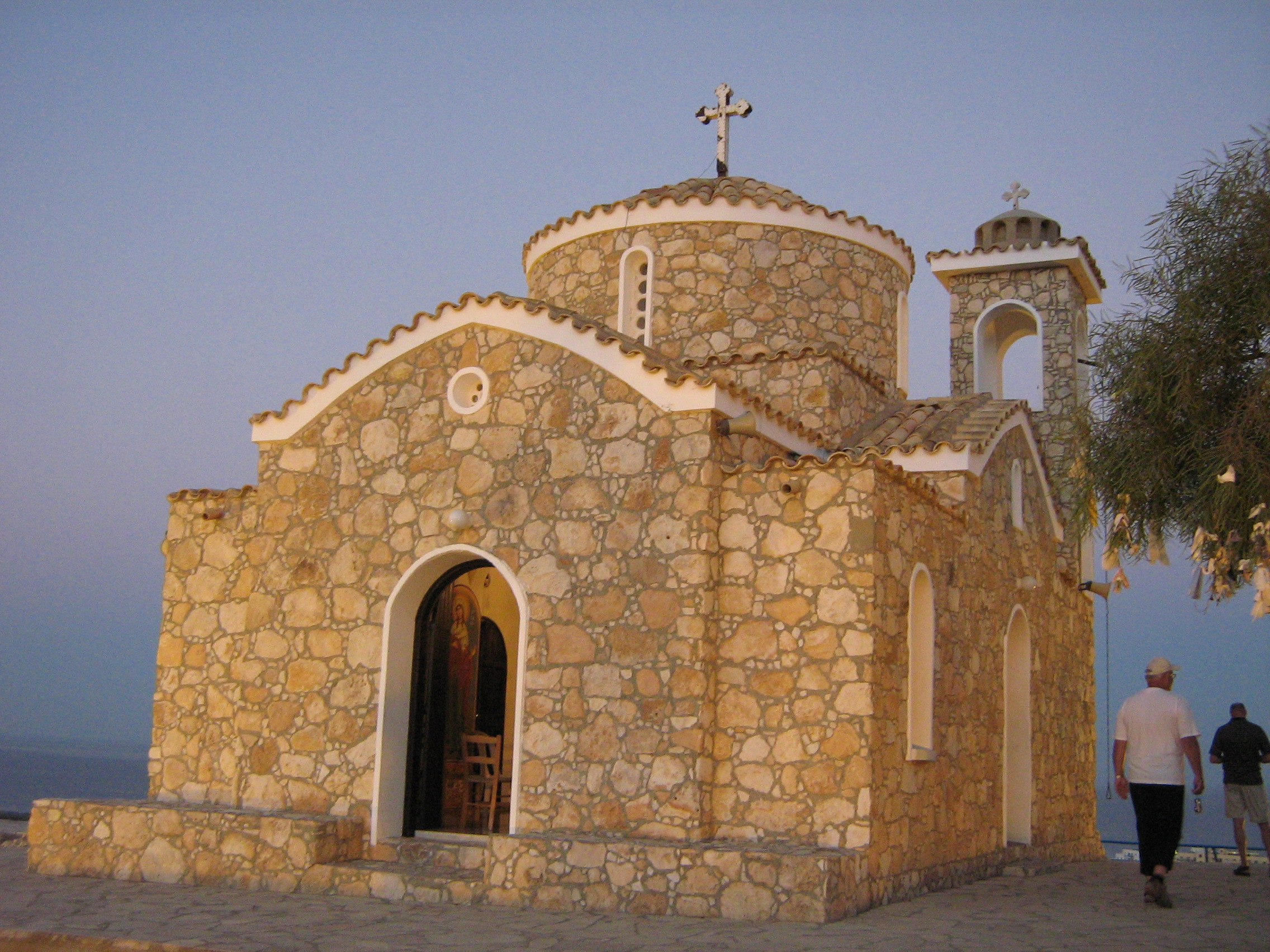
Iglesia de San Elías

- Iglesia de Ayios Ilias: En las afueras y convertida en un punto de referencia de la ciudad hay una pequeña y atractiva iglesia de piedra situada en la cima de una colina a 100 metros de altura, la Iglesia de San Elías. Bien vale la pena un paseo a la iglesia y la subida de 300 escalones hasta la cima. Desde allí se tiene una vista panorámica de Protaras y el mar circundante.